# Александър Иванов (кмет на Дупница)
Александър Иванов е български запасен офицер, кмет на Дупница.

## Биография
Александър Иванов е учител и запасен офицер. Избран е за кмет на Дупница по време на голяма криза на общинската власт след убийството на Коста Петров. По негово време са построени „Наковия мост“ и градската електроразпределителна мрежа. Започнат е строежа на подпорната стена при черквата „Св. Никола“. Управлява до 11 февруари 1926 година, за когато са определени новите избори..